# Kienheim
Kienheim est une commune française située dans la circonscription administrative du Bas-Rhin et, depuis le 1er janvier 2021, dans le territoire de la Collectivité européenne d'Alsace, en région Grand Est.
Cette commune se trouve dans la région historique et culturelle d'Alsace.

## Géographie
|           | Gougenheim |          |
|           | Kienheim   |          |
| Durningen |            | Berstett |

### Hydrographie
La commune est dans le bassin versant du Rhin au sein du bassin Rhin-Meuse. Elle est drainée par le ruisseau le Kolbsenbach,.
Le Kolbsenbach, d'une longueur de 11 km, prend sa source dans la commune  et se jette  dans le Leisbach à Lampertheim, après avoir traversé cinq communes. 

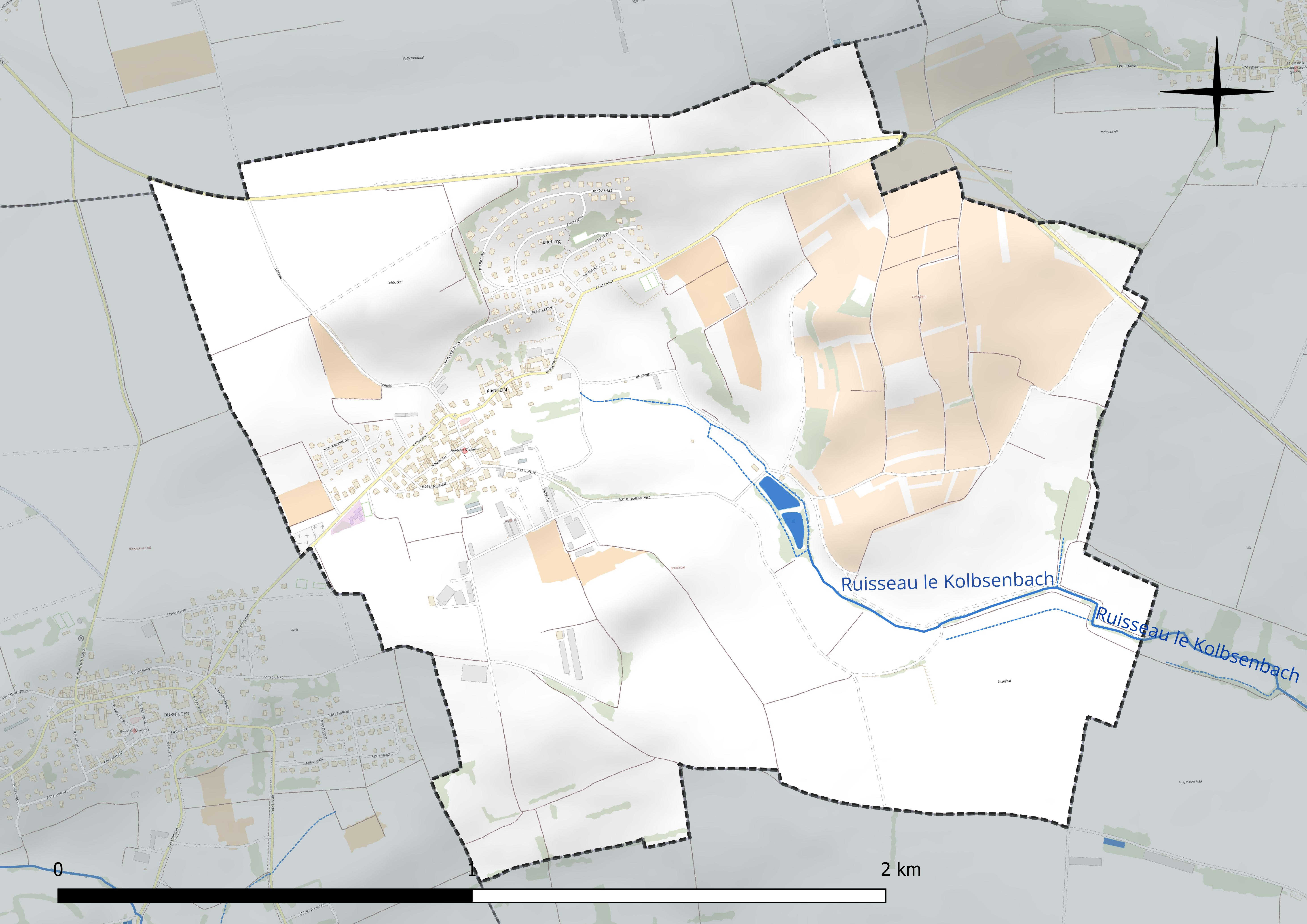
Réseau hydrographique de Kienheim.

### Climat
Pour des articles plus généraux, voir Climat du Grand Est et Climat du Bas-Rhin.
En 2010, le climat de la commune est de type climat des marges montargnardes, selon une étude du Centre national de la recherche scientifique s'appuyant sur une série de données couvrant la période 1971-2000. En 2020, Météo-France publie une typologie des climats de la France métropolitaine dans laquelle la commune est exposée à un climat semi-continental et est dans la région climatique  Vosges, caractérisée par une pluviométrie très élevée (1 500 à 2 000 mm/an) en toutes saisons et un hiver rude (moins de 1 °C). 
Pour la période 1971-2000, la température annuelle moyenne est de 10,2 °C, avec une amplitude thermique annuelle de 17,5 °C. Le cumul annuel moyen de précipitations est de 757 mm, avec 9,5 jours de précipitations en janvier et 10,3 jours en juillet. Pour la période 1991-2020, la température moyenne annuelle observée sur la station météorologique de Météo-France la plus proche, « Waltenheim-sur-zorn », sur la commune de Waltenheim-sur-Zorn à 7 km à vol d'oiseau, est de 11,3 °C et le cumul annuel moyen de précipitations est de 652,2 mm. 
La température maximale relevée sur cette station est de 38 °C, atteinte le 7 août 2015 ; la température minimale est de −14,9 °C, atteinte le 20 décembre 2009,,. 
Les paramètres climatiques de la commune ont été estimés pour le milieu du siècle (2041-2070) selon différents scénarios d'émission de gaz à effet de serre à partir des nouvelles projections climatiques de référence DRIAS-2020. Ils sont consultables sur un site dédié publié par Météo-France en novembre 2022.

## Urbanisme

### Typologie
Au 1er janvier 2024, Kienheim est catégorisée bourg rural, selon la nouvelle grille communale de densité à sept niveaux définie par l'Insee en 2022.
Elle est située hors unité urbaine. Par ailleurs la commune fait partie de l'aire d'attraction de Strasbourg (partie française), dont elle est une commune de la couronne,. Cette aire, qui regroupe 268 communes, est catégorisée dans les aires de 700 000 habitants ou plus (hors Paris),.

### Occupation des sols
L'occupation des sols de la commune, telle qu'elle ressort de la base de données européenne d’occupation biophysique des sols Corine Land Cover (CLC), est marquée par l'importance des territoires agricoles (88,9 % en 2018), en diminution par rapport à 1990 (90,3 %). La répartition détaillée en 2018 est la suivante : 
terres arables (67,5 %), cultures permanentes (16 %), zones urbanisées (11,1 %), zones agricoles hétérogènes (5,3 %). L'évolution de l’occupation des sols de la commune et de ses infrastructures peut être observée sur les différentes représentations cartographiques du territoire : la carte de Cassini (XVIIIe siècle), la carte d'état-major (1820-1866) et les cartes ou photos aériennes de l'IGN pour la période actuelle (1950 à aujourd'hui).

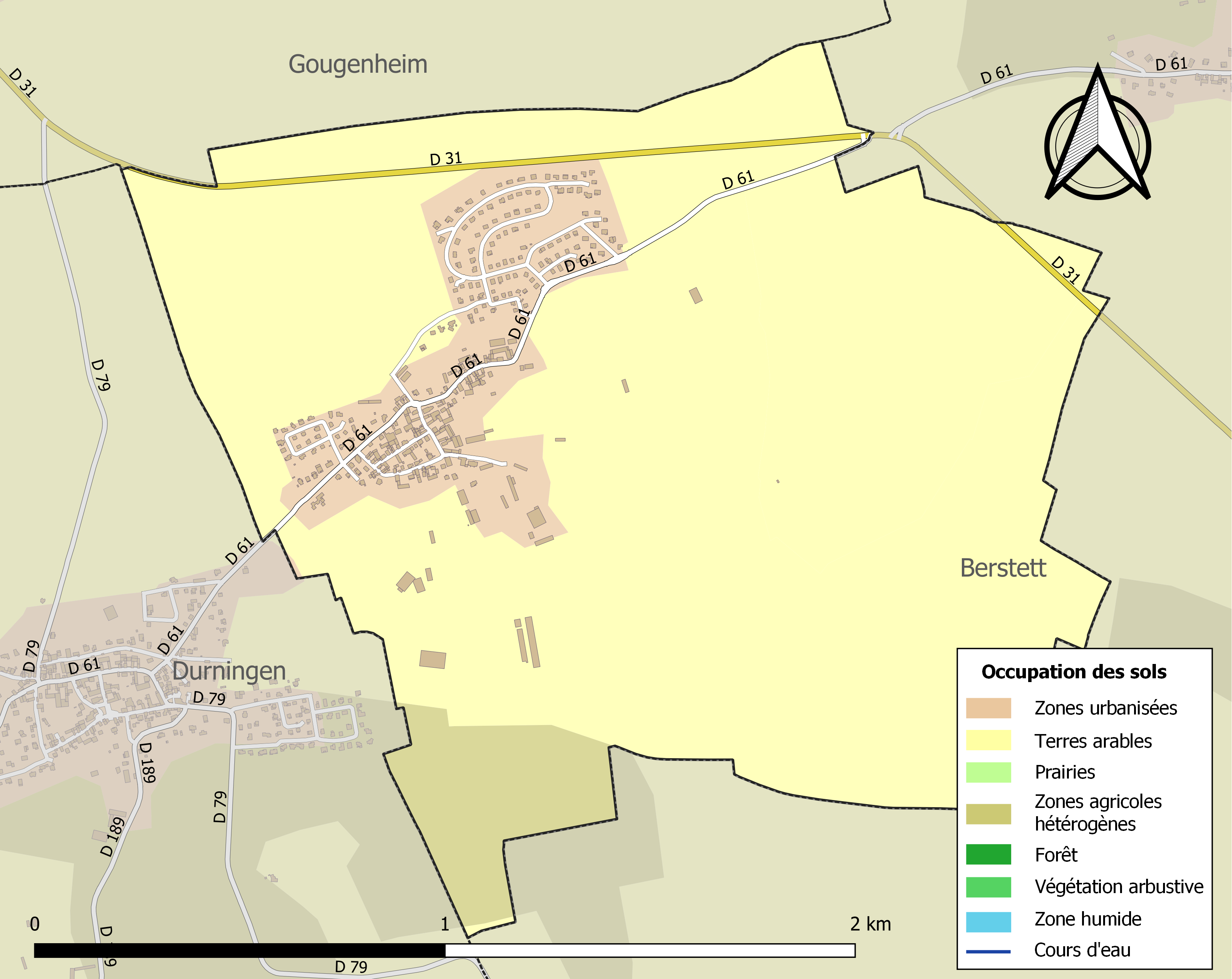
Carte des infrastructures et de l'occupation des sols de la commune en 2018 (CLC).

## Histoire
Préhistoire

Sur le ban de Kienheim, un habitat de l'âge du fer a été mis au jour. En 1953, une cavité circulaire, interprétée comme un fond de cabane, y a été découverte lors du creusement d'un silo. Le site présentait deux couches distinctes. La couche supérieure a livré de la céramique du début du second âge du fer (env. 400 av. J.-C.). De la couche inférieure ont été dégagés, outre de la céramique, une épingle en bronze, un bracelet, une boucle d'oreille et quatre perles en jais. Ce mobilier a été attribué à la fin du premier âge du fer (env. 500-400 av. J.-C.) (DERVILLE (H.), Fond de cabane hallstattien de Kienheim, in : Cahier Alsacien d'Histoire et d'Archéologie, 1953, p. 67-72).

Histoire

Kienheim est citée pour la première en 1182, dans une charte de Saint-Marc de Strasbourg. D'après les formes les plus anciennes de son nom, Cuonheim (1182), Kuonheim (1224), Kuenheim (1263), celui-ci vient probablement du patronyme Cu(o)no, un diminutif de Konrad. Le village semble avoir été un bien commun entre l'Empire et l'évêché de Strasbourg mais ce dernier apparait déjà comme seul propriétaire en 1224. En 1324, le village et sa cour collongère sont engagés aux nobles de Fleckenstein (CLAUS, Wörterbuch des Elsass, 1895, p. 549-550).

La paroisse catholique, placée sous le vocable de saint Nicolas, était une filiale de celle de Gougenheim jusqu'en 1802. En 1808, elle est filiale de Durningen et autonome depuis 1863. La dîme du vin et 1/3 de la celle des céréales étaient dues à l'évêque de Strasbourg. Les 2/3 restants revenaient à la fondation Saint-Thomas, aux Zorn de Bulach et aux Berstett (Ortsbeschreibung Reichsland Elsass-Lothringen, p. 513).

### Héraldique
| Blason de Kienheim | Blason  | D'azur aux trois moutons d'argent. |
| Blason de Kienheim | Détails |                                    |

## Politique et administration
| Période                                  | Période                   | Identité                                  | Étiquette | Qualité |
| ---------------------------------------- | ------------------------- | ----------------------------------------- | --------- | ------- |
| 1995                                     | 2014                      | Alfred Exinger                            |           |         |
| mars 2014                                | En cours (au 31 mai 2020) | Luc Ginsz, Réélu pour le mandat 2020-2026 |           |         |
| Les données manquantes sont à compléter. |                           |                                           |           |         |

## Démographie
L'évolution du nombre d'habitants est connue à travers les recensements de la population effectués dans la commune depuis 1793. Pour les communes de moins de 10 000 habitants, une enquête de recensement portant sur toute la population est réalisée tous les cinq ans, les populations de référence des années intermédiaires étant quant à elles estimées par interpolation ou extrapolation. Pour la commune, le premier recensement exhaustif entrant dans le cadre du nouveau dispositif a été réalisé en 2007.

En 2022, la commune comptait 540 habitants, en évolution de −4,42 % par rapport à 2016 (Bas-Rhin : +3,17 %, France hors Mayotte : +2,11 %).
| 1793 | 1800 | 1806 | 1821 | 1831 | 1836 | 1841 | 1846 | 1851 |
| ---- | ---- | ---- | ---- | ---- | ---- | ---- | ---- | ---- |
| 218  | 225  | 249  | 325  | 289  | 266  | 283  | 294  | 278  |

| 1856 | 1861 | 1866 | 1871 | 1875 | 1880 | 1885 | 1890 | 1895 |
| ---- | ---- | ---- | ---- | ---- | ---- | ---- | ---- | ---- |
| 266  | 270  | 255  | 244  | 254  | 244  | 249  | 242  | 236  |

| 1900 | 1905 | 1910 | 1921 | 1926 | 1931 | 1936 | 1946 | 1954 |
| ---- | ---- | ---- | ---- | ---- | ---- | ---- | ---- | ---- |
| 226  | 225  | 211  | 193  | 199  | 191  | 183  | 171  | 161  |

| 1962 | 1968 | 1975 | 1982 | 1990 | 1999 | 2006 | 2007 | 2012 |
| ---- | ---- | ---- | ---- | ---- | ---- | ---- | ---- | ---- |
| 173  | 175  | 203  | 516  | 538  | 519  | 569  | 576  | 582  |

| 2017 | 2022 | - | - | - | - | - | - | - |
| ---- | ---- | - | - | - | - | - | - | - |
| 553  | 540  | - | - | - | - | - | - | - |

## Lieux et monuments

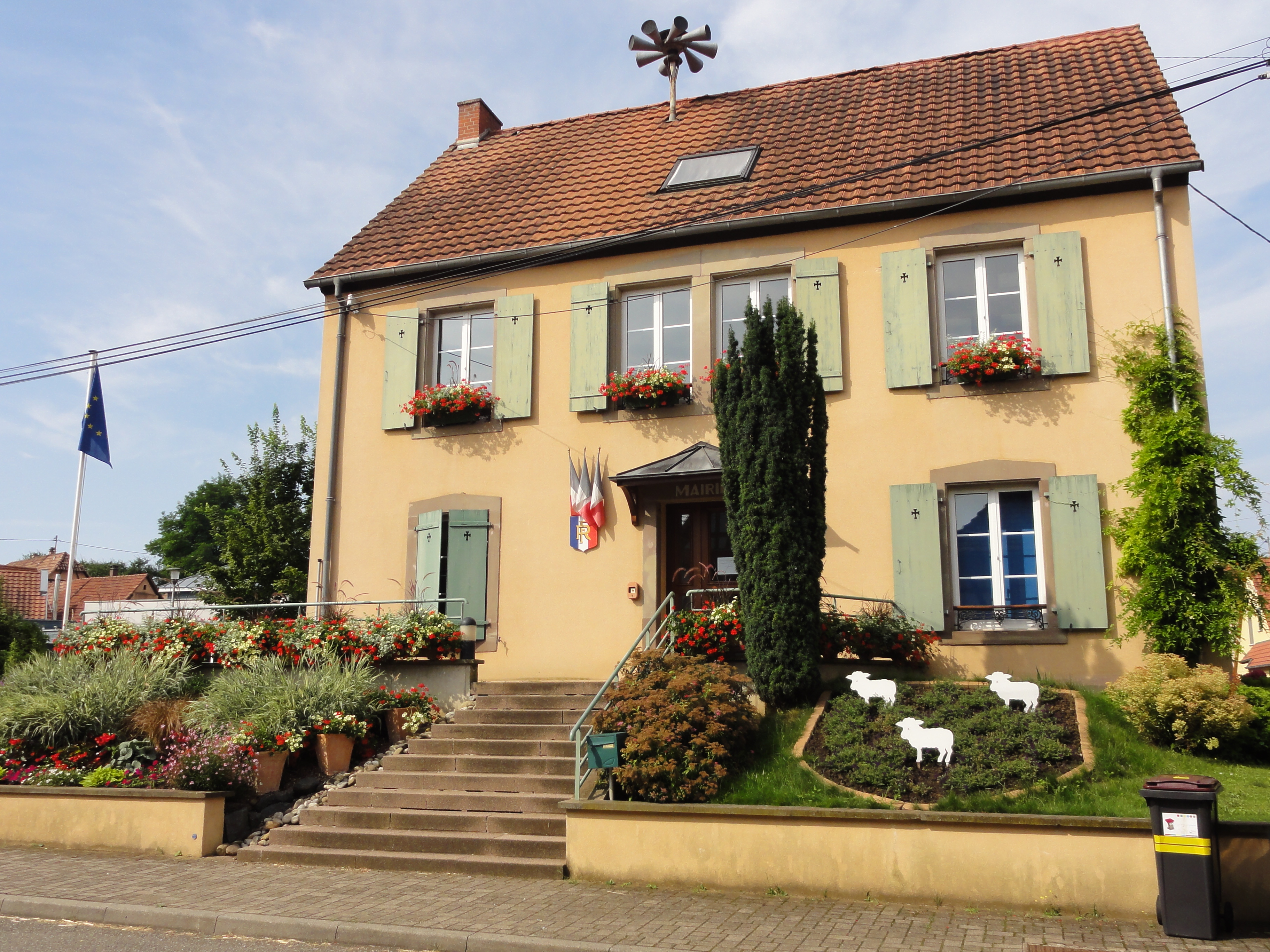
Mairie de Kienheim.
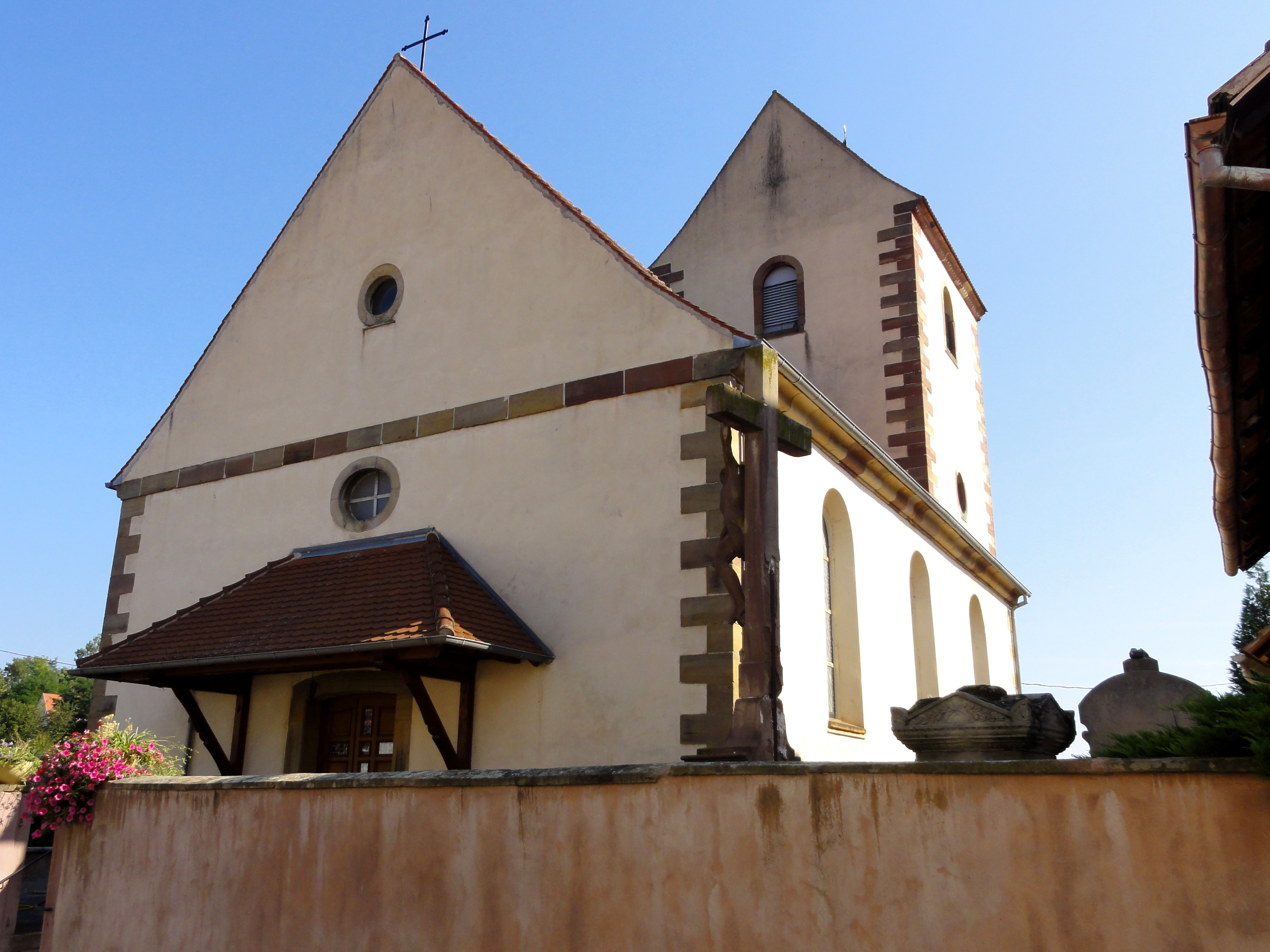
Église Saint-Nicolas.
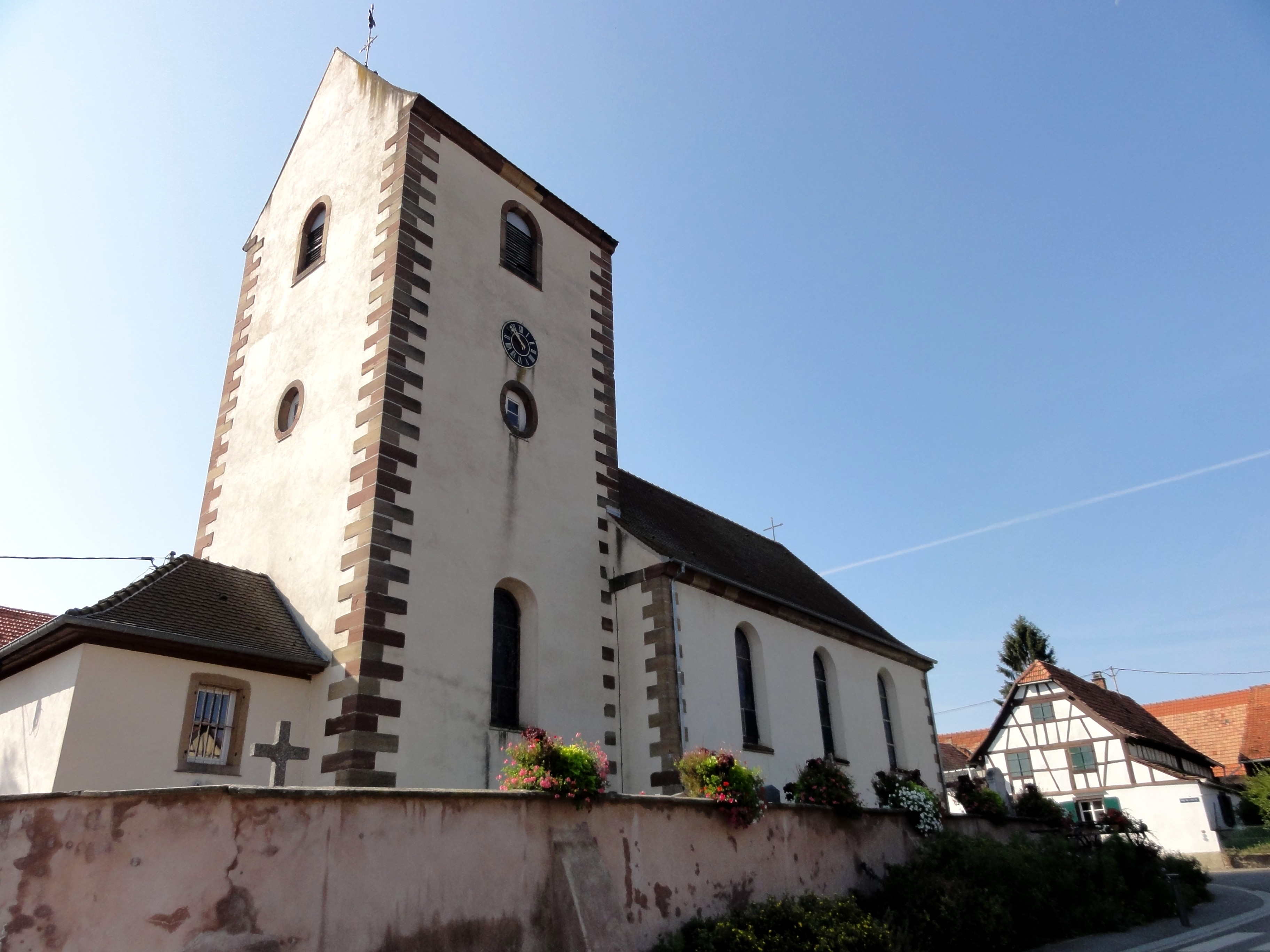
Église Saint-Nicolas.